# فیاسترا
فیاسترا (به ایتالیایی: Fiastra) یک کومونه در ایتالیا است که در استان ماچه‌راتا واقع شده‌است.

## خصوصیات
فیاسترا ۵۷٫۸ کیلومترمربع مساحت و ۵۷۷ نفر جمعیت دارد.